# Osborne (Kansas)
Osborne è un comune degli Stati Uniti d'America, situato nello Stato del Kansas, nella contea di Osborne, della quale è il capoluogo.